# Microbrouwerij

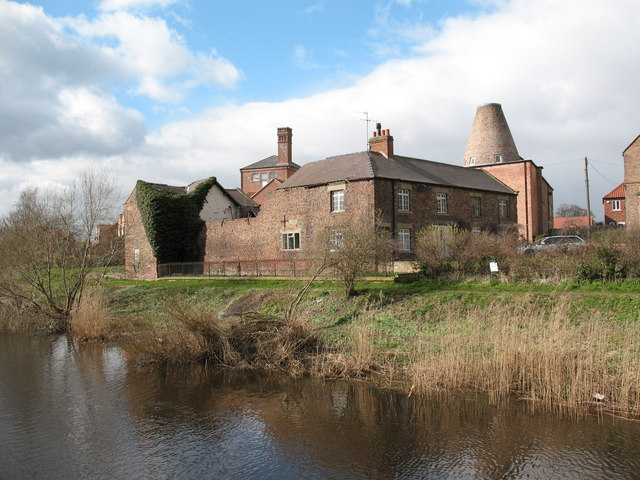
Oude brouwerij in Engeland

Een microbrouwerij of ambachtelijke brouwerij is een brouwerij die een zeer beperkte hoeveelheid bier produceert.

## Beschrijving
In Engeland wordt de term microbrouwerij of ambachtelijke brouwerij geassocieerd met brouwerijen die op kleine schaal produceren (minder dan 5000 hectoliter per jaar). Het meest geproduceerd wordt cask ale, ongefilterd en niet-gepasteuriseerd bier. Vaak worden microbrouwerijen genoemd met hun productiecapaciteit, die varieert van 2 tot 20 vaten. 
Een brouwerijwinkel, een soort kroeg waar eigen gebrouwen bier besteld kan worden, kan ook gezien worden als een microbrouwerij, wanneer er daarnaast een zekere mate van distributie naar elders plaatsvindt van het product. De American Brewers Association noemt 75% van de productie als distributiewaar als grens om te bepalen of een firma een microbrouwerij of niet is. Een regionale brouwerij heeft een jaarlijkse productie tussen de 1,800,000 en 230,000,000 liter per jaar. Om door de Brewers Association geclassificeerd te worden als een regionale brouwerij dient de brouwerij ten minste 50% van zijn productie in maltbier te hebben. Van de 1759 brouwerijen in Amerika worden slechts 43 niet gezien als ambachtelijk en 100 niet als microbrouwerij of als brouwerijkroeg.

## Geschiedenis
De term "microbrouwerij" ontstond in Engeland in de late jaren zeventig van de twintigste eeuw en werd gebruikt om een nieuwe generatie van kleine brouwerijen te beschrijven die vooral ambachtelijke producten maakten, zoals ongefilterd en ongepasteuriseerd bier, cask ale genoemd. Het eerste bekende voorbeeld van deze nieuwe generatie bierbrouwers was  de Litchborough Brouwerij, die gesticht werd door Bill Urquhart in 1975 in het dorpje van diezelfde naam. Urquhart was hoofdbrouwer geweest van de grote Phipps Northampton brouwerij, toen deze door de eigenaar, Watney Mann, in 1974 gesloten werd om plaats te maken voor de Carlsberg brouwerij, die op die locatie een grote brouwerij plaatste. Naast het commerciële bierbrouwen werden nu ook cursussen en stages aangeboden. Vele employees volgden eerst de cursussen en begonnen vervolgens een eigen brouwerij.
Hoewel de term microbrouwerij vooral gebruikt werd in samenhang met de grootte van de brouwerijen werd het geleidelijk aan de term voor een gewijzigde aanpak van het bierbrouwen, die de nadruk legde op experimenteren en klantvriendelijkheid. De term en de wijze van brouwen kwam in de jaren tachtig ook in de Verenigde Staten in gebruik, waar het uiteindelijk werd gebruikt om brouwerijen weer te geven die minder produceerden dan 1,8 miljoen liter per jaar. Microbrouwerijen of ambachtelijke brouwerijen hebben een andere reclamestrategie dan de grotere brouwerijen, die fabriceren voor de grote markt. Zij maken producten die geselecteerd zijn op kwaliteit en diversiteit, in plaats van op een lage prijs en veel reclame. De invloed van de kleine brouwerijen is veel groter dan hun marktaandeel (ongeveer 2% in Engeland) de grote commericiële brouwerijen introduceerden namelijk nieuwe merken om op dezelfde markt als de microbrouwerijen te kunnen concurreren, maar toen deze strategie niet werkte kochten zij de microbrouwerijen op of investeerden erin.

## Nederland en België
Begin jaren tachtig was de situatie op de biermarkt niet rooskleurig, in Nederland bleven er enkel 18 grote brouwerijen over en in België waren veel brouwerijen verdwenen door overnames. Er ontstond een vervlakking met een klein aantal bierstijlen en in Nederland werd er zelfs nauwelijks nog iets anders dan pils gebrouwen. Vanaf de jaren tachtig tot heden kwamen er honderden huisbrouwerijen of microbrouwerijen bij die door hun kleinschaligheid een ruim aanbod aan verschillende bierstijlen konden bieden. Dit kwam ten goede zowel voor de binnenlandse als buitenlandse biermarkt.